# Abdullah Dogan
Abdullah Dogan (türkisch Abdullah Doğan; * 10. Februar 1997 in Bremen) ist ein deutsch-türkischer Fußballspieler. Er spielte zuletzt für die zweite und dritte Mannschaft von Werder Bremen und wurde meist auf der rechten Außenbahn eingesetzt.

## Karriere
Nach seinen Stationen SGO Bremen und TuS Komet Arsten wechselte Dogan 2012 in die Jugend von Werder Bremen und wurde vom Trainer der zweiten Mannschaft, Alexander Nouri, für das Spiel am 12. März 2016 gegen den FC Rot-Weiß Erfurt zum ersten Mal in den Kader berufen. In der 67. Minute wurde er für Enis Bytyqi eingewechselt und konnte sein Debüt in der 3. Liga feiern. Anschließend schloss er sich dem BSV Rehden in der Regionalliga Nord an. Dort blieb er bis zum Ende der Saison 2018/19 und sollte danach ein Probetraining bei einem österreichischen Zweitligisten haben. Wurde dann aber vereinslos und er pausierte für sechs Monate. Mitte Februar 2019 schloss er sich dann dem in der Bremen-Liga spielenden FC Oberneuland an. Dort blieb er dann aber auch wiederum nur bis zum Ende der Saison und kam in dieser Zeit auf sieben Einsätze und einen Torerfolg. Danach war er wieder eine Zeit lang ohne Verein. Im Oktober ging es für ihn dann wieder zurück in die Regionalliga Nord, dieses Mal zum SSV Jeddeloh. Dort blieb er allerdings ohne Einsatz und wechselte dann im Januar 2020 in die Oberliga Niedersachsen zum TB Uphusen.
Am 24. Februar 2022 wurde bekannt, dass er Uphusen verlassen wird. Einige Tage später wollte er einen Profi-Vertrag beim ukrainischen Zweitligisten Metalist 1925 Charkiw unterschreiben. Dazu kam es aufgrund des russischen Überfalls auf die Ukraine jedoch nicht. Danach konnte er Charkiw erst einmal nicht verlassen. Anfang März verließ er das Land schließlich per Zug über Rumänien. Mitte September schloss er sich in Bremen dem in der Bremen-Liga spielenden Vatan Sport an.